# Права волонтера
Права волонтера (енгл. Volunteers rights) представљају посебну врсту права која се директно односе на волонтере и као таква имају неке посебности и обележја. Волонтер представља особу која сопственом вољом, индивидуално или организовано, обавља своје активности и пружа услуге онима којима су потребне, без материјалне надокнаде која превазилази трошкове пружања услуга. Особа која се пријави за волонтерски рад, за то може имати велики број разноврсних мотива, при чему то захтева стручно вођен процес, како би услуге волонтера биле обављене на најбољи начин са аспекта интереса корисникa и самог волонтера.

## Основна права волонтера
Најважнија права волонтера су утврђена и наведена су у Закон о волонтирању, међу које спадају:
1. Право да волонтер зна све о условима волонтирања, услугама и активностима које ће обављати, правима која му припадају, одређена Законом о волонтирању или другим прописима;
2. Право да на свој захтев, у писаном облику, добије опис волонтерске услуге или активности коју ће обављати;
3. Право да буде упознат са етичким правилима понашања која су прописана у делатностима у којима ће волонтер обављати своју активност;
4. Право на одговарајуће оспособљавање, уколико је оно потребно за обављање услуга и активности за које је задужен;
5. Право на стручну помоћ и подршку током волонтирања;
6. Право на накнаду уговорених трошкова насталих у вези са волонтирањем;
7. Право на безбедне и здраве услове рада и средства и опрему за личну заштиту;
8. Право да му буду представљене све опасности и штете које су повезане са активностима и услугама које волонтер обавља;
9. Право на паузу током волонтирања и дневни одмор, али у претходно уговореном трајању;
10. Право на заштиту приватности и личних података;
11. Право на консултацију при одлучивању и консултацију око начина обављања задате услуге и активности;[1]
12. Да буде упознат са општим актима организатора услуге, односно са оним њиховим деловима који се тичу волонтерске услуге ради које је ангажован;
13. Право на волонтерску књижицу и уписивање података о волонтерској услуги.

### Додатна права волонтера
Права које волонтер такође има, а која нису строго дефинисана Законом о волонтирању, али се помињу као битна. То су права:
- Да волонтер добије нешто за себе након обављеног волонтирања;
- Да сме да погреши и учи из тих грешака;
- Да сме да каже „не“;
- Да зна како је одабран;
- Да се развија и мења у послу;
- На примање редовне повратне информације;
- Да учествује у организацији и буде део тима;
- Да не буде дискриминисан/a на основу расе, полa, сексуалности, доби, итд.
- На поверење ;
- Да промени своје мишљење или одлуку;
- Да се наљути;
- Да не преузме одговорност за било чије проблемe или понашање;
- Да тражи емоционалну подршку или помоћ;
- Да тражи договор о одређеној промени;
- Да буде срећан док обавља своје активности и услуге;
- Да се побуни против неправедног поступка или критике.

## Покривеност трошкова
Волонтер/ка има право на волонтерску надокнаду и на покривање трошкова и то само за:
- Радну одећу и средства и опрему за личну заштиту волонтера;
- Лекарске прегледе обезбеђене за потребе волонтирања;
- Обуке ради обављања волонтерских услуга и активности;
- Премије осигурања исплаћене за случај повреде или професионалне болести током волонтирања, односно новчане накнаде у сврху осигурања од одговорности за штету насталу код организатора волонтирања или трећег лица.
- Исплату џепарца (која се утврђује уговором о волонтирању), код дугорочног волонтирања, чији месечни износ не може бити већи од 30% од нето износа од минималне месечне зараде за пуно радно време у Републици Србији.[1]
- оброкa, уколико ради најмање четири сата, a не више од осам сати дневно;
- путне карте, уколико путује на радно место или да обави одређени задатак/активност;
- Телефон и интернет, уколико волонтерски задатак то захтева.

Волонтер има право да волонтира за организацију без сопствених трошкова, и због тога сви трошкови волонтирања морају бити надокнађени волонтеру. Волонтеру се трошкови исплаћују у договору са особом која ја задужена за вођење волонтерског програма. Волонтерска надокнада ће бити омогућена/одобрена у зависности од могућности пројекта/програма на ком је волонтер ангажован/а, односно, области у којој волонтер волонтира, а која се односи на неку од наведених ствари у пасусу изнад. Ова надокнада има за сврху награђивање трудa и напорa волонтера, као и надокнађивање његових личних трошкова, и она се не сматра платом. Уколико је организација има могућности, она ће пружити надокнаду волонтеру која му/њој припада и покрити трошкове.

## Волонтерско право на одустајање
Волонтер има право да одустане од волонтирања, али он/она мора да усмено усмено и писмено објашњење достави организатору. Своју одлуку о одласку волонтер/ка треба да објави најкасније две недеље пре одласка, како би се на време пронашла замена.

## Одсуство и болест волонтера
Уколико је волонтер болестан/a или не може да дође из неких других разлога, потребно је то да најави, као и да организује одвијање активности у свом одсуству без икаквих сметњи. Уколико није у могућности да то обави, јако је битно да обавести особу задужену за програм и да се са њом договори о преузимању обавеза.

## Разлози за обављање волонтерског рада
Разлози да се особа пријави и постане волонтер су бројни, али међу најважнијим и најбитнијим, обично се наводе:
1. Вредности ... Неким људима волонтирање омогућује да делују у складу са личним уверењем о важности помагања другима.
2. Разумевање ... За друге, волонтирање има функцију испитивања и схватања, где кроз волонтирање они задовољавају жељу да разумеју људе којима помажу, организацију за коју волонтирају или сами себе.
3. Каријера ... Неким људима волонтирање омогућује да науче нове вештине које им могу помоћи у проналажењу запослења или развоју каријере.
4. Друштво ... За неке волонтирање представља успостављање нових друштвених контакта и упознавање нових и занимљивих људи.
5. Поштовање ... Волонтирање може помоћи особи да подигне своје самопоштовање чинећи да се боље осећа сама са собом.
6. Заштита... Волонтирање може послужити појединцима/кама да побегну од негативних осећања кривице или усамљености. [тражи се извор]

Уколико потенцијални волонтер пронађе у себи разлог за волонтирање, потребно је да познаје процедуру како би постао прави волонтер. Она се састоји од пет корака:
1. Претрага понуда за волонтирање
2. Пријава особе на конкурс који је организатор волонтирања огласио
3. Интервју са особом која је задужена за ангажовање волонтера
4. Потписивање уговора са организатором волонтирања
5. Почетак волонтирања[2]